# Majfisk
Majfisk (Alosa alosa) är en sillfisk. Kallas även stamsill.

## Utseende
En av de största sillfiskarna med en maxlängd på 60 centimeter och vikt på 2,7 kilogram (Curry-Lindahl anger 3,5 kilogram som största vikt). Silvervit, med 1 till 6 mörka fläckar längs varje sida. Majfisken liknar mycket staksillen med vilken den kan hybridisera.

## Utbredning
Från Medelhavet till södra Brittiska öarna. Går upp i floder i samband med leken. Har påträffats i Skagerack, Kattegatt och Östersjön. Utrotningshotad.
Island, Sverige och regionen från Polen till Rysslands europeiska del besöks bara tillfällig. I centrala och östra Spanien samt i Marocko är majfisk antagligen utdöd. I havet vistas arten vanligen 10 till 400 meter under ytan.

## Vanor
Lever normalt i stim i saltvatten ner till 100 meters djup, men går upp i floder på våren för att leka. Under den nattliga leken kan honorna lägga upp till 200 000 ägg. De vuxna fiskarna återvänder direkt efter leken, medan ynglen vandrar ner till havet först på sensommaren till hösten.
Lever på zooplankton och småfisk. Fisken förtär ingen föda under leken. Ungfiskar har insektslarver som föda. Honor vandrar till parningsplatsen när de är 1 till 3 år gamla. Hannar parar sig efter 3 till 9 år för första gången. Parningen sker i ganska stora stim under natten och individerna skapar påfallande ljud.
Majfisken blir omkring 20 år gammal.

## Hot
Beståndet hotas av intensivt fiske och av förändringar när grus hämtas från vattendragen. Den genetiska förändringen när hybrider bildas påverkar beståndet. Hela populationen minskade med mer än 80 procent mellan 2000- och 2020-talet. IUCN listar arten som akut hotad (CR).